# Sennwald
Sennwald är en ort och kommun i distriktet Werdenberg i kantonen Sankt Gallen, Schweiz. Kommunen har 6 269 invånare (2023).
I kommunen finns även orterna Haag, Sax, Frümsen och Salez.
| Ort      | Invånare 31 dec 2018 |
| -------- | -------------------- |
| Sennwald | 1 715                |
| Haag     | 1 424                |
| Sax      | 837                  |
| Frümsen  | 745                  |
| Salez    | 779                  |